# Zamarada erosa
Zamarada erosa är en fjärilsart som beskrevs av Fletcher 1974. Zamarada erosa ingår i släktet Zamarada och familjen mätare. Inga underarter finns listade i Catalogue of Life.